# Fritz Wächtler
Fritz Wächtler, född 7 januari 1891 i Triebes, död 19 april 1945 i Waldmünchen, var en tysk nazistisk politiker och SS-Obergruppenführer. Han var 1935–1945 Gauleiter för Gau Bayerische Ostmark med tjänstesäte i Bayreuth.
I andra världskrigets slutfas förklarade Adolf Hitler Bayreuth som en fästning. Samtliga Gauleiter, distriktsledare och andra nazistiska ledare förväntades att kämpa till döden mot fienden. När amerikanska trupper närmade sig Bayreuth, flydde Wächtler med sin stab till Waldmünchen. Detta kom till Hitlers kännedom och Wächtler blev summariskt avrättad den 19 april.